# Transports en commun de l'agglomération mulhousienne
Les transports en commun de l'agglomération mulhousienne, exploités sous le nom Soléa, est la société qui administre les réseaux bus et le tramway de Mulhouse dans l'agglomération de Mulhouse. Elle exploite également le tram-train Mulhouse-Vallée de la Thur conjointement avec la SNCF.
Soléa est une Société anonyme d’économie mixte locale détenue à 87,8 % par Transdev, 10 % par Mulhouse Alsace Agglomération (l'autorité organisatrice), 1 % par la TRACE (dans le cadre d’une participation croisée) et 1,2 % par des actionnaires privés.
Le siège social ainsi que le dépôt et les ateliers se situent sur un site unique au 97 rue de la Mertzau à Mulhouse. L'entreprise possède également deux agences commerciales à la Porte Jeune et dans la gare de Mulhouse-Ville.

## Histoire

### Les fiacres et les omnibus
Un arrêté municipal datant du 25 octobre 1853 instaure un service de fiacres mis en place en 1854, secondés à partir de 1864 par des omnibus ; il s'agit des premiers transports en commun de Mulhouse.

### Les premiers tramways

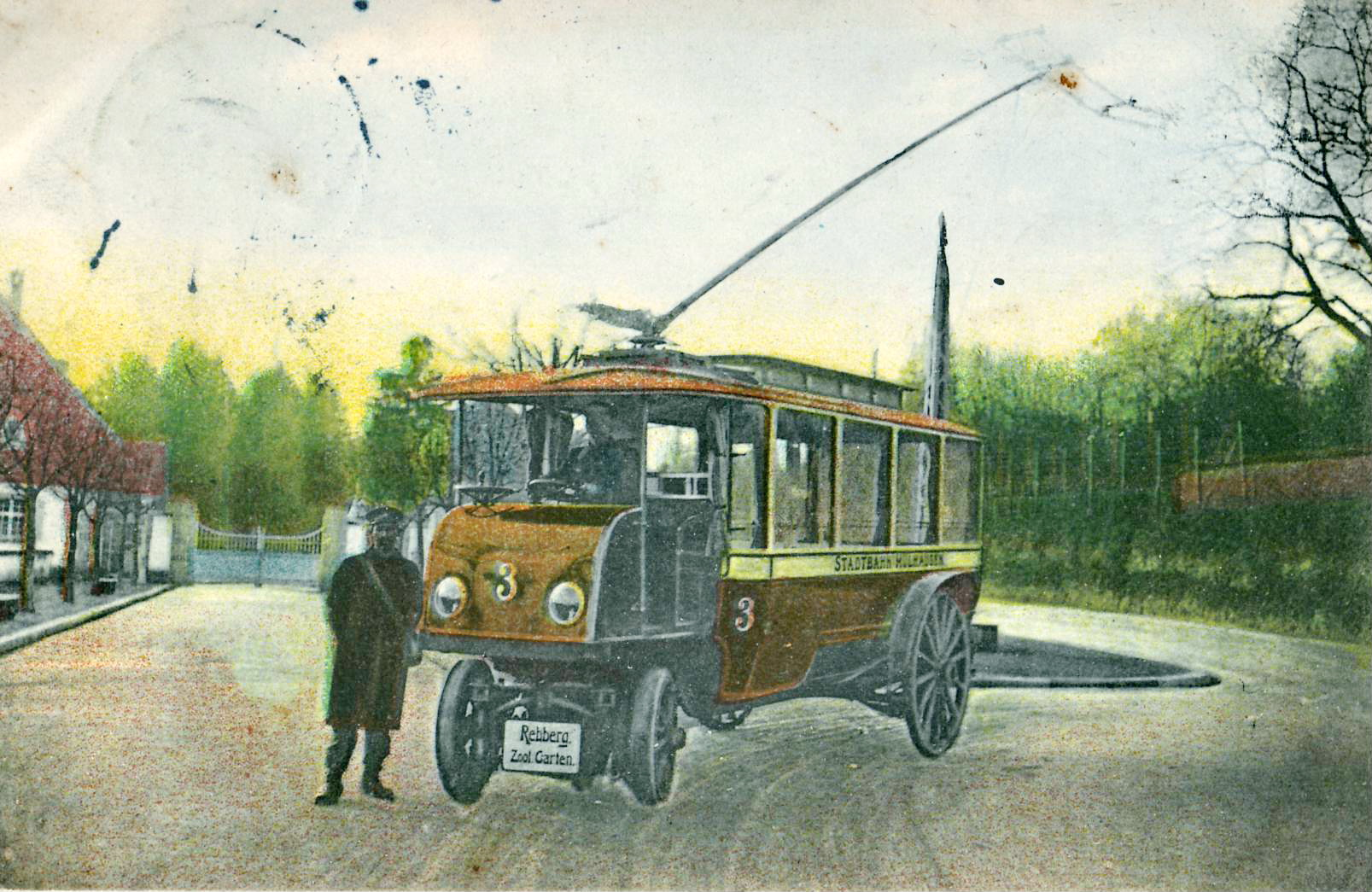
Trolleybus du Rebberg.

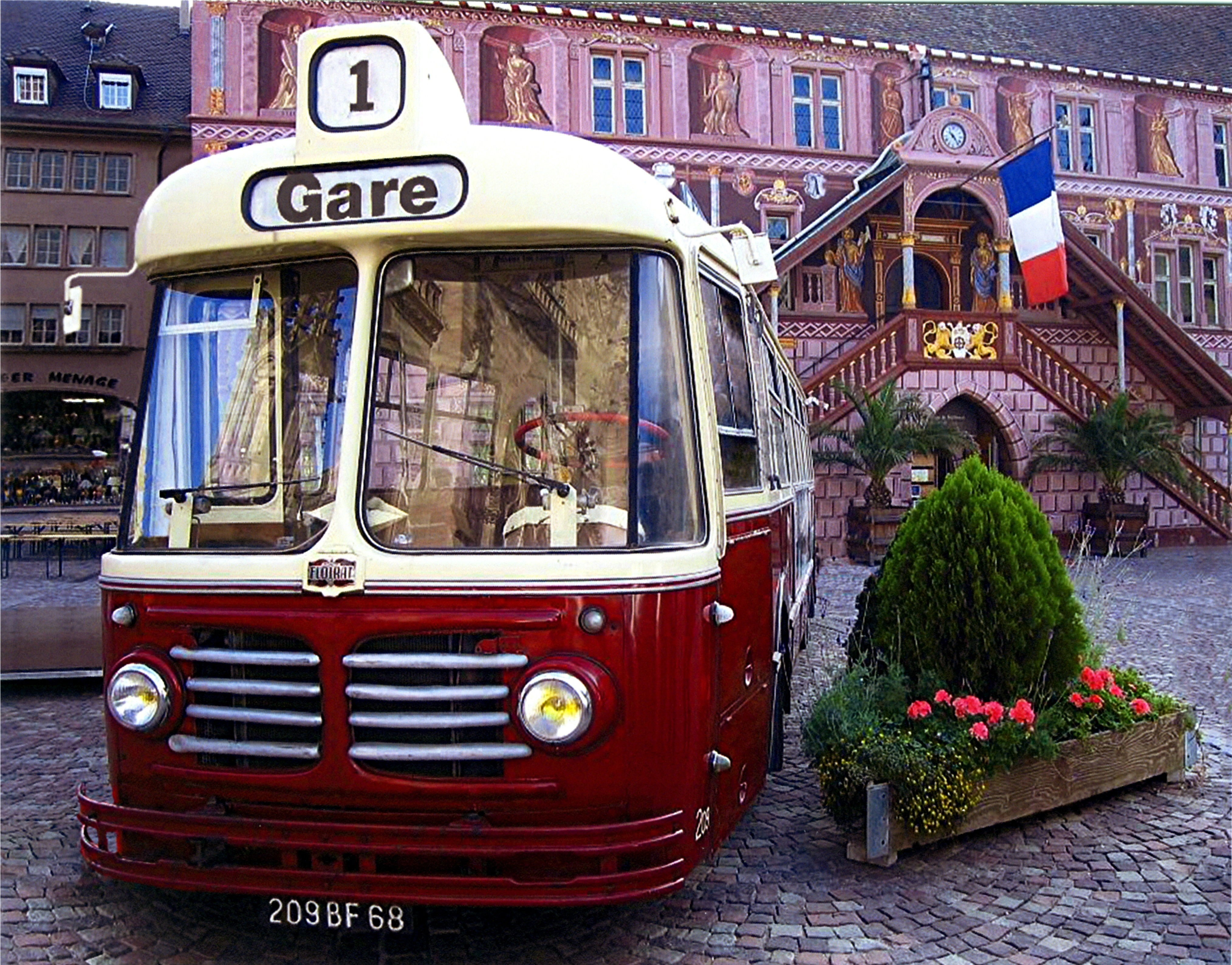
Autobus Floirat Z10 utilisé à partir de 1954.

Une concession de 30 ans est accordée par le maire de la ville pour la construction et l'exploitation d'un tramway en 1880. Un an plus tard, les premiers tramways à vapeur de marchandises commencent à circuler pour approvisionner les différentes usines de la ville et l'année suivante, le service voyageurs est mis en place.
En 1884, les TM (Tramways de Mulhouse, Tramways Mulhausen en allemand) sont créés afin d'exploiter l'ensemble des tramways mulhousiens.
Le bruit, la fumée, les incidents et incendies ainsi que les tremblements ont raison des tramways à vapeur en 1894 remplacés par la traction électrique. Cependant, le trafic marchandise sera toujours assuré par des locomotives à vapeur. En 1900, le réseau de tramway transporte 2,7 millions de voyageurs.
Le tramway ne pouvant desservir le Rebberg car celui-ci est a flanc de colline, une ligne trolleybus surnommée Gleislos (sans rail en allemand) est mis en service en 1908 pour remédier à ce problème mais un incendie, dix ans après, va détruire l'intégralité des véhicules qui ne seront pas remplacés,.

### Les autobus

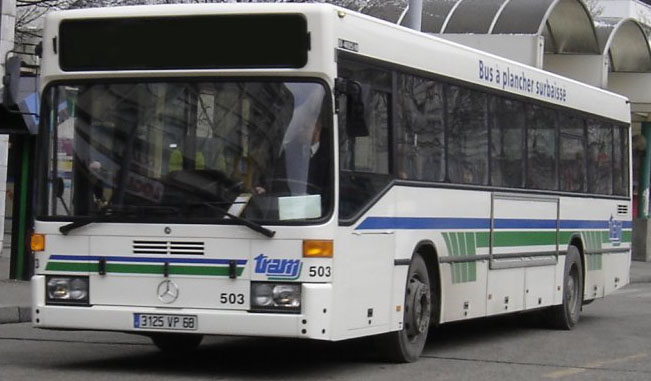
Le Mercedes-Benz O 405 N, premier bus accessible à plancher bas mulhousien.

En 1930, la première ligne d'autocars est inaugurée pour desservir le Rebberg ainsi que le Zoo situé dans ce quartier de la ville. Le tramway transporte 12 millions de voyageurs au cours de l'année.
Après la Seconde Guerre mondiale, le réseau est entièrement reconstruit et les véhicules entièrement remplacés ; le premier vrai autobus urbain, le Floirat Z10, arrive en 1954. Le nouveau réseau compte deux lignes de tramway, deux nouvelles lignes de trolleybus à partir de 1947, cinq lignes d'autobus et deux lignes de tramway interurbain.
En 1957, le réseau voyageur de tramway est fermé et démonté, les trolleybus sont supprimés à leur tour en 1968. L'entreprise prend le nom de TCM (Transport en commun de Mulhouse) et assure trois types de transport :
- Transport urbains de passagers ;
- Transport occasionnel et d'ouvriers (abandonné en 1985) ;
- Transport de marchandises avec une flotte de camions (activité qui prit fin en 1979).

Dans les années 1970, près de 200 abribus sont créés ainsi que plusieurs couloirs bus pour faciliter leur circulation, tandis que les bus sont équipés d'un système de radiotéléphonie.
En 1982, le SITRAM (Syndicat intercommunal des transports de l'agglomération mulhousienne) est créé pour organiser les transports en commun de l'agglomération et entame en 1985, la restructuration complète du réseau (itinéraire, numérotation des lignes, fin des zones tarifaires...) et le réseau prend le nom TRAM, qui deviendra aussi celui de l'entreprise en 1992. En 1987, un parking-relais est créé et relié avec le centre-ville à l'aide d'une navette considérée comme une innovation au niveau national : la Tramette.
En 1989 le réseau se dote d'un SAEIV et en 1993 de ses premiers bus à plancher surbaissé.

### La renaissance du tramway et le tram-train

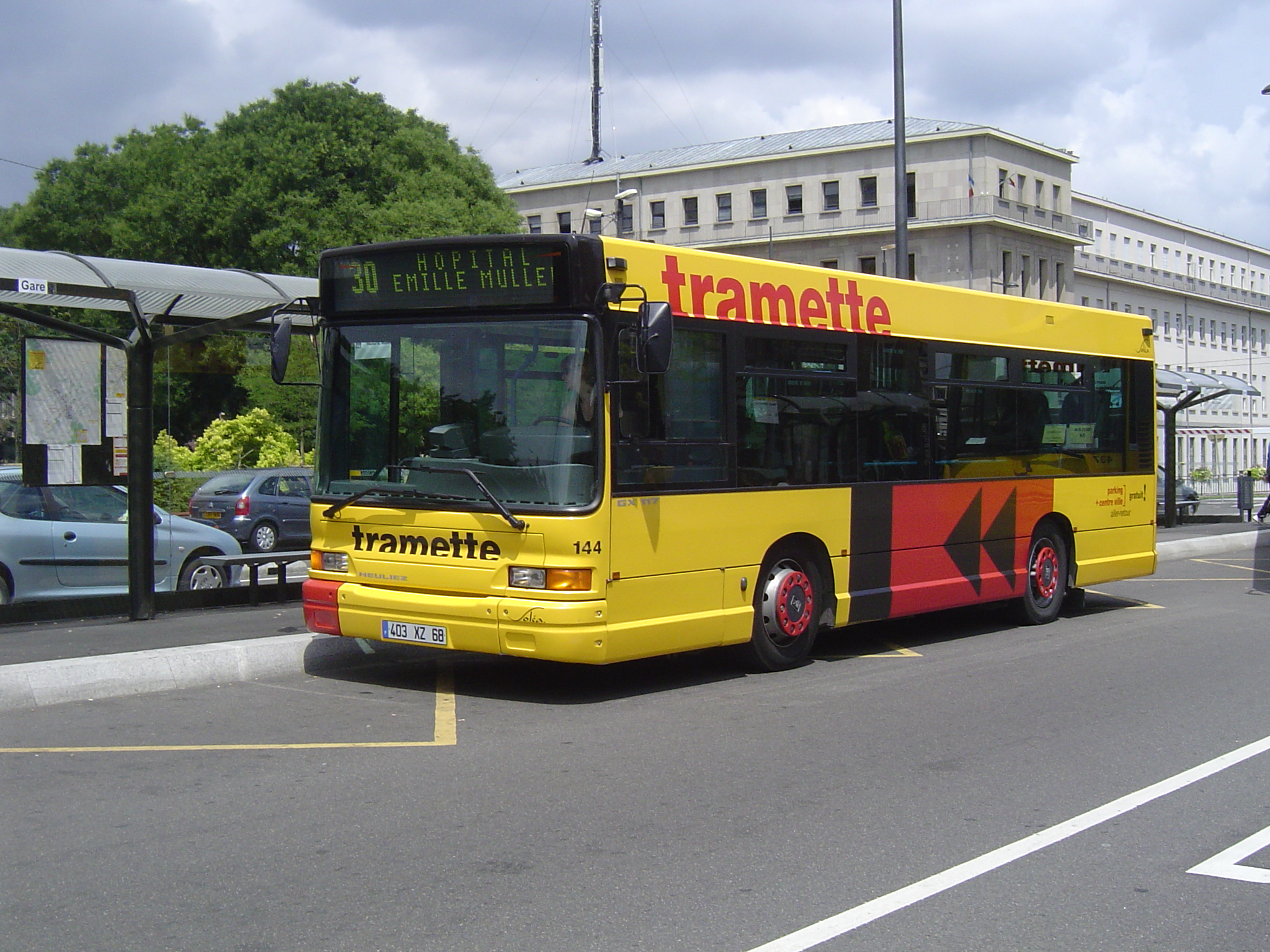
Heuliez GX 117 qui fut utilisé pour la Tramette navette direction centre-ville, comme en témoigne sa livrée.

En octobre 2002, l'entreprise prend le nom de Soléa remplaçant Les transports de l'agglomération mulhousienne (TRAM), les bus changent de livrée en 2004 au profit du jaune, noir et rouge en vigueur depuis.
En janvier 2005, le réseau est étendu vers les sept communes du bassin potassique et la tarification zonale est mise en place.
Le 20 mai 2006, le nouveau tramway de Mulhouse est mis en service après 3 ans de travaux et a été inauguré par Jacques Chirac une semaine auparavant. Le réseau de transport en commun est entièrement refondu pour s'adapter au tramway à l'été 2006. Le 4 juillet 2009, la première extension du tramway est inaugurée vers le quartier de Bourtzwiller : la ligne 1 dessert trois nouvelles stations.
Fin 2008, le SITRAM, historiquement actionnaire majoritaire de Soléa, cède ses parts à Transdev qui devient de fait l'actionnaire majoritaire à hauteur de 67,80 % ; Soléa est alors la première société d'économie mixte à avoir une société privée comme actionnaire majoritaire.
Le 31 décembre 2008, le SITRAM est dissout et remplacé par Mulhouse Alsace Agglomération pour l'autorité organisatrice des transports. Avec ce changement, les lignes suburbaines sont créées pour desservir l'ensemble de l'agglomération ; le 30 août 2010, le réseau est étendu à huit nouvelles communes. Le 1er janvier 2009, Transdev Soléa devient exploitant principal.
Le 12 décembre 2010, le tram-train Mulhouse Vallée de la Thur est inauguré et la ligne 3 du tramway de Mulhouse est mise en service le lendemain. Quelques lignes de bus ont été remaniées pour être en correspondance avec ces nouvelles lignes.
Le 5 septembre 2011, à la suite de l'extension du périmètre de l'agglomération en 2010, un nouveau service de transport à la demande est mis en place : Filéa ; le service de covoiturage est lancé le même mois ainsi qu'un abonnement combiné avec le service d'autopartage Auto'trement (aujourd'hui Citiz).
Le 2 septembre 2013, la première ligne du bus à haut niveau de service de Mulhouse est créée afin de pallier le report des extensions du tramway à Kingersheim et Wittenheim.
En 2015, le réseau se dote d'une navette électrique en centre-ville et une navette en autocar est créée pour desservir l'Écomusée d'Alsace et le Parc du Petit Prince.
En 2018, le réseau s'étend sur les six nouvelles communes ayant rejoint M2A tandis que le réseau reçoit ses six premiers autobus standard électriques.

L’extension du réseau de tramway est relancé en 2024. Il vise à prolonger la ligne 1 vers Wittenheim centre au-delà de la station Châtaignier, et de l'autre côté au-delà de la Gare Centrale, d'aller vers Riedisheim. Les études dureront jusqu'en 2026, les travaux auront lieu post municipales de 2026, pour une mise en service avant 2030.
Début 2025, la délégation de service public reconduit Transdev aux manettes du réseau Soléa jusqu'à fin 2030. Cette nouvelle délégation verra la création de lignes CHNS (car à haut niveau de service) pour septembre 2025 dans le secteur de Bollwiller, les lignes 53E et 54E, mais aussi des nouvelles lignes de transport à la demande, regroupées avec les lignes déjà existantes sous le nom Soléa à la demande. Une nouvelle ligne locale est également créée dans le secteur de Brunstatt, la ligne 18. Il est important de noter la commande de nouveaux bus ; 24 bus standards (12m) et 13 articulés (18) au gaz et également 4 autobus électriques. Il est aussi prévu de mettre en place le paiement du titre de transport directement par carte bleue à l’horizon 2026,.

### Identité visuelle (logo)

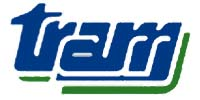
Logo de TRAM de 1985 à 2002.
Logo de Soléa de Octobre 2002 à 2006.
Logo de Soléa de 2006 à mai 2019 (la version utilisée entre octobre 2002 et 2006 était de couleur violet).
Logo de Soléa depuis mai 2019.

## Le réseau

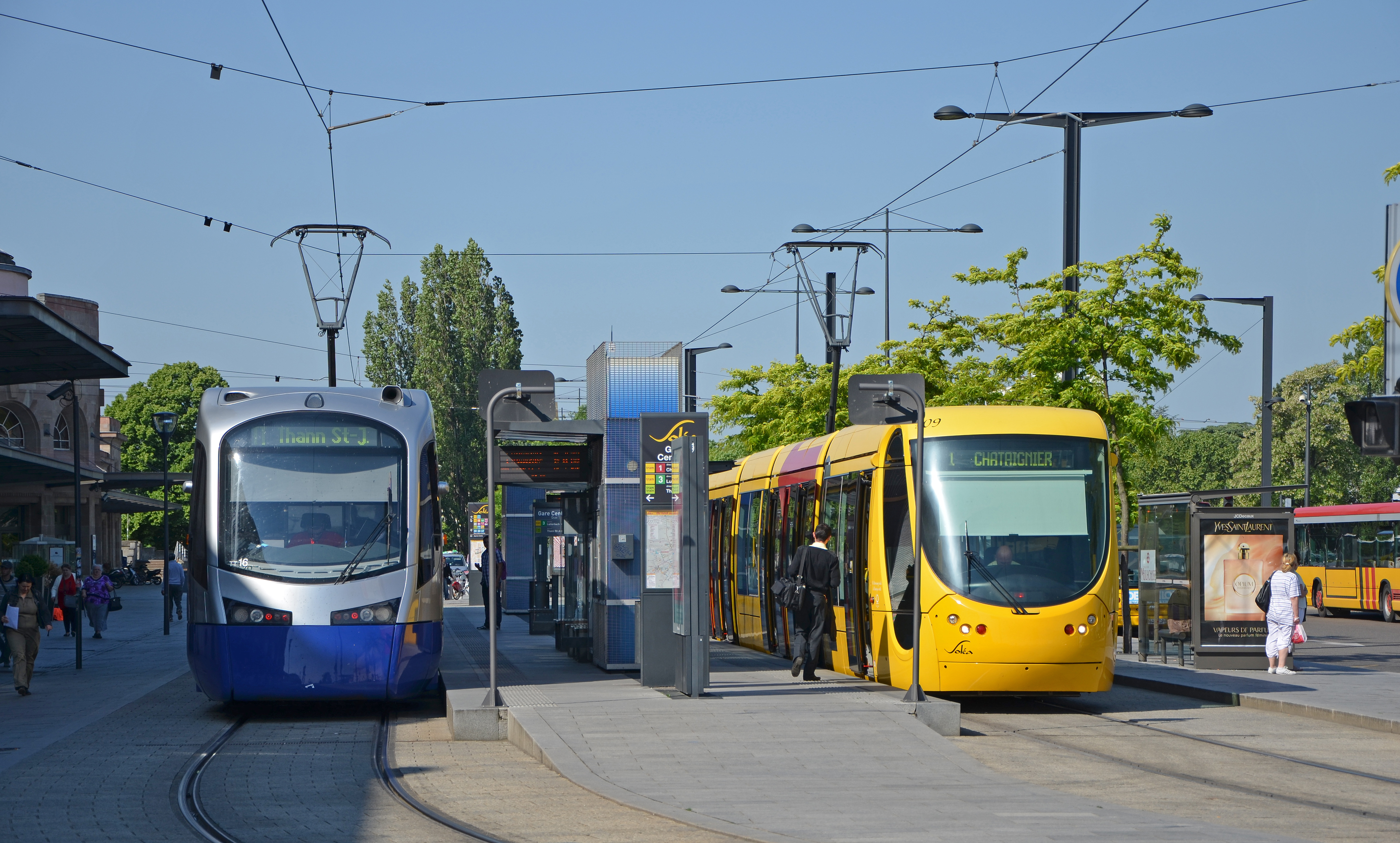
Tram-Train et Tram à la station Gare Centrale.

Le réseau de transport en commun de l'agglomération mulhousienne est unique en France : il est le seul réseau à posséder une ligne de Tram-Train utilisant réellement à la fois des voies de tramway et de train, au contraire d'autres lignes comme celles de Nantes ou de Lyon. De plus, le réseau est composé de trois lignes de tramway ainsi que de 24 lignes de bus dont 13 lignes interurbaines (lignes régionales accessibles au tarif urbain) et 13 lignes scolaires. Le réseau s'étend sur tout le territoire de Mulhouse Alsace Agglomération qui représente une population de plus de 275 000 habitants répartis sur 39 communes, ainsi que sur les communes traversées par le Tram-Train.
Le réseau Soléa compte 29 stations de tramway et 903 arrêts de bus. Près de 113 000 voyageurs empruntent chaque jour le réseau pour un kilométrage annuel de 6,4 millions de kilomètres en 2018. En 2015, 22,3 millions de déplacements ont été réalisés sur le réseau Soléa. Afin de faciliter les correspondances, le réseau est organisé autour de 7 pôles d'échange.
Il est également doté de 2 parking-relais situés à Université et Nouveau Bassin sur la ligne 2.

### Les lignes de Tramway
Le tramway de Mulhouse compte 3 lignes circulant sur les communes de Mulhouse et Lutterbach. Des extensions vers Kingersheim, Wittenheim et Illzach sont prévues sans qu'une date ne soit avancée. Environ 60 000 voyageurs par jour empruntent ce mode de transport sur les 16,2 kilomètres du réseau. Les tramways Citadis circulent tous les jours (sauf le 1er mai) entre 4h30 (6h40 le dimanche) et minuit (1 h 0 le samedi). Sur la ligne 3, la fréquence des Citadis est de 30 minutes intercalés entre les Avanto du Tram-Train, ce qui fait une rame toutes les 15 minutes. Cette ligne a permis également de mailler le réseau de tramway. Les lignes 1 et 2 sont certifiées NF Service par l'AFNOR. La ligne 3 est également certifiée depuis le 5 septembre 2011.
| Ligne                                               | Parcours                        | Fréquence |
| --------------------------------------------------- | ------------------------------- | --------- |
| (Tram) · (1) · Accessible aux personnes handicapées | Gare Centrale ↔ Châtaignier     | 6 à 8 min |
| (Tram) · (2) · Accessible aux personnes handicapées | Coteaux ↔ Nouveau Bassin        | 6 à 8 min |
| (Tram) · (3) · Accessible aux personnes handicapées | Gare Centrale ↔ Lutterbach Gare | 30 min    |

### Le Tram-Train
Cette ligne est la première et unique véritable ligne de Tram-Train de France. Longue de 22 kilomètres, elle dessert 18 stations réparties sur 6 communes. La partie urbaine de la ligne est la ligne 3 du tramway et emprunte la ligne de Lutterbach à Kruth sur le reste du parcours. Le Tram-Train est coexploité par Soléa et la SNCF sans changement de conducteurs à la limite urbaine. Une extension du service vers Kruth est prévue à terme. Les rames Avanto circulent tous les jours de 4 h 30 (6 h 30 le samedi, 7 h 50 le dimanche) à 23 h 20 (20 h 30 le dimanche).
| Ligne                                             | Parcours                                    | Fréquence |
| ------------------------------------------------- | ------------------------------------------- | --------- |
| tram-train · Accessible aux personnes handicapées | Gare Centrale ↔ Thann ↔ Thann-Saint-Jacques | 30 min    |

### Les lignes de bus

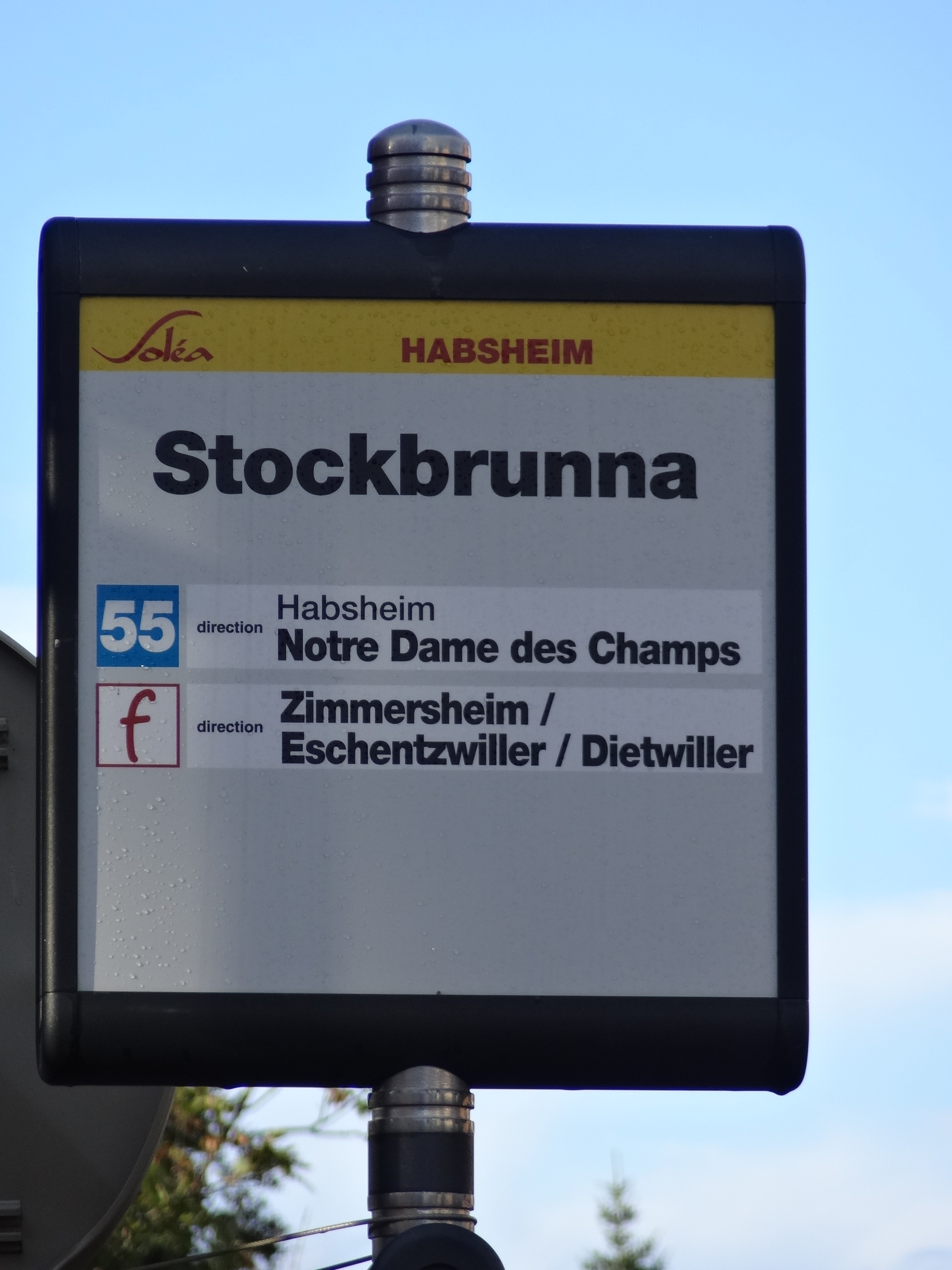
L'arrêt Stockbrunna à Habsheim, desservi par une ligne périurbaine et le service Filéa.

Le réseau de bus est réorganisé le 2 septembre 2019 : le nouveau réseau s'organise autour de quatre lignes structurantes « Chrono » (dont l'ancienne ligne 4), voit ses réseaux de soirée et du dimanche basés sur l'offre de semaine (fin des lignes 6x et 7x) et Filéa remplace TaxiSoléa.
Le réseau d'autobus mulhousien est restructuré le 2 septembre 2019 autour de trois catégories de lignes :
- Lignes « Chrono » C4 à C7 : Ce sont les lignes structurantes du réseau, dont la ligne de BHNS ;
- Lignes 8 à 17 : Ce sont les lignes principales du réseau, desservant Mulhouse et sa première couronne ;
- Lignes 50 à 59 : Ce sont les lignes suburbaines du réseau, en réalité constituées de lignes régionales en intégration tarifaire, elles desservent les zones les plus éloignées de l'agglomération.

Ces lignes sont complétées par plusieurs services spécifiques comme ChronoPro, Filéa, Filéa de Nuit , Tribus , la navette de Brunstatt-Didenheim et la navette de Riedisheim.
À la suite du report des extensions des deux premières lignes de tramway, Mulhouse Alsace Agglomération a décidé de les remplacer par des bus à haut niveau de service. La première ligne, la 4, a été ouverte le 2 septembre 2013 et part de Mulhouse pour rejoindre Wittenheim en traversant Kingersheim, avec des prolongements vers Ruelisheim en heures de pointe. Le 2 septembre 2019, la ligne 4 devient la ligne « Chrono » C4.

### Domibus
Créé en 1991, le service Domibus destiné aux personnes à mobilité réduite, est exploité par Soléa à travers sa filiale Mulhouse Mobilités,.
Le service fonctionne à l'aide 12 minibus adaptés et ce tous les jours avec un tarif unique de 1,50 € le trajet.

## Intermodalité
En dehors du Tram-train, l'intermodalité est présente dans l'agglomération mulhousienne avec les services suivants.

### Vélos en libre-service
La ville de Mulhouse dispose de son système de vélos en libre service, VéloCité opéré par JCDecaux comprenant 40 stations. En outre, il est possible de louer un vélo auprès de Médiacycles à la gare de Mulhouse-Ville.
Enfin, 11 abris à vélos sécurisés sont disposés aux gares TER et aux stations du tram-train.

### Autopartage et covoiturage
L'agglomération mulhousienne est couverte par le service d'autopartage Citiz. En outre, Soléa propose des solutions de covoiturage destinés aux professionnels.

### Parc relais
Les deux parcs relais, gratuits pour les abonnés, permettent de stationner son véhicule dans un parking aménagé puis d'emprunter le réseau Soléa ; situés le long de la ligne 2 du tramway ils offrent en cumulé près de 400 places.
Ces deux parcs sont :
- Nouveau Bassin (230 places), destinés aux automobilistes venant du nord ;
- Université (170 places), destinés aux automobilistes venant du sud.

## Accessibilité
Si sur le réseau mulhousien l'ensemble des lignes et rames de tramways sont accessibles aux personnes à mobilité réduite, il n'en est pas de même pour les lignes de bus. Si plus de 80 bus sont équipés pour accueillir les personnes à mobilité réduite, tous les arrêts ne disposent pas de quais surélevés ; au niveau des lignes, seules les lignes périurbaines 50 à 59 ne sont pas considérées comme accessibles.

## Exploitation

Aperçu du matériel Soléa
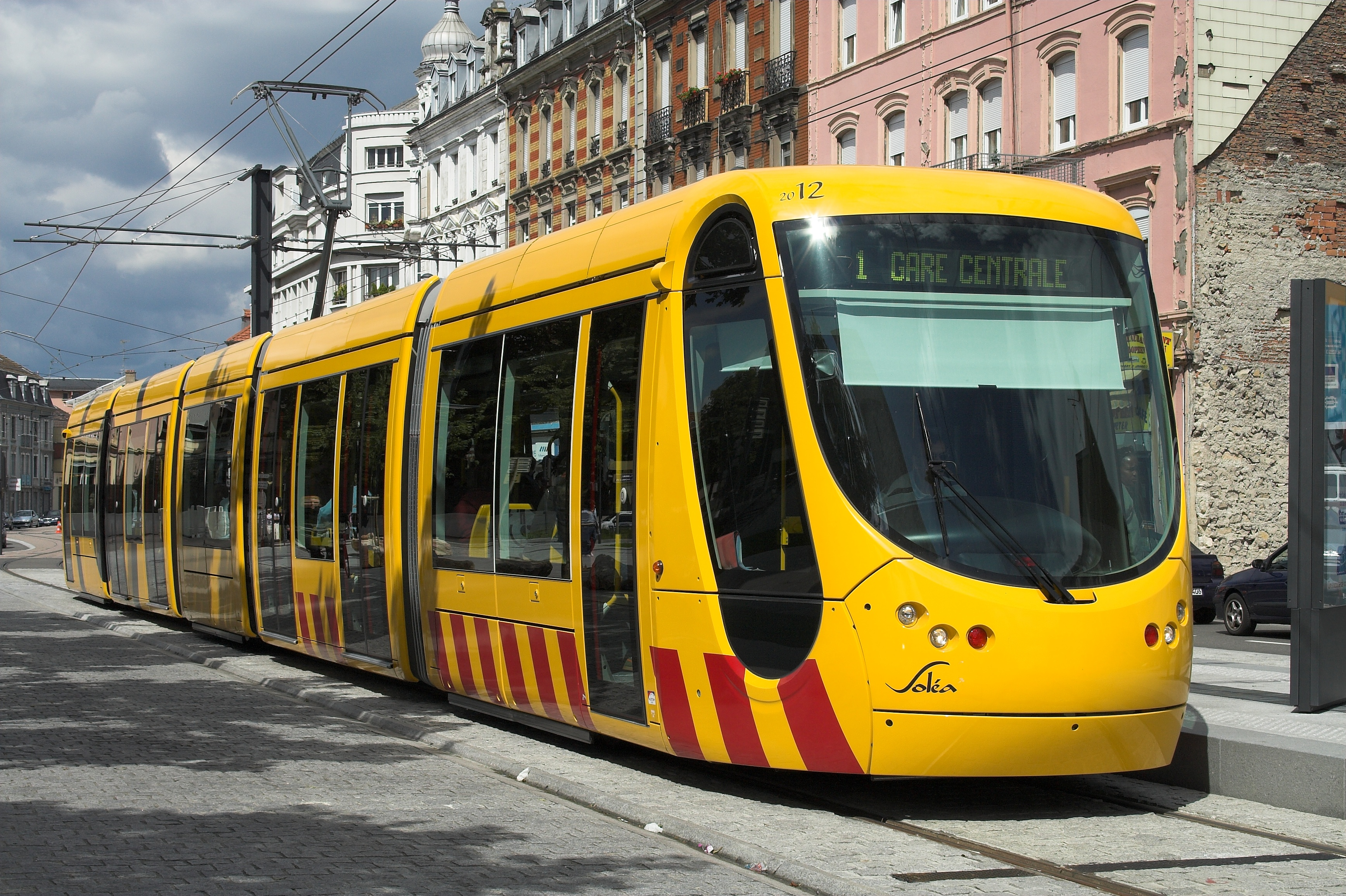
Tramway Alstom Citadis 300 Soléa.
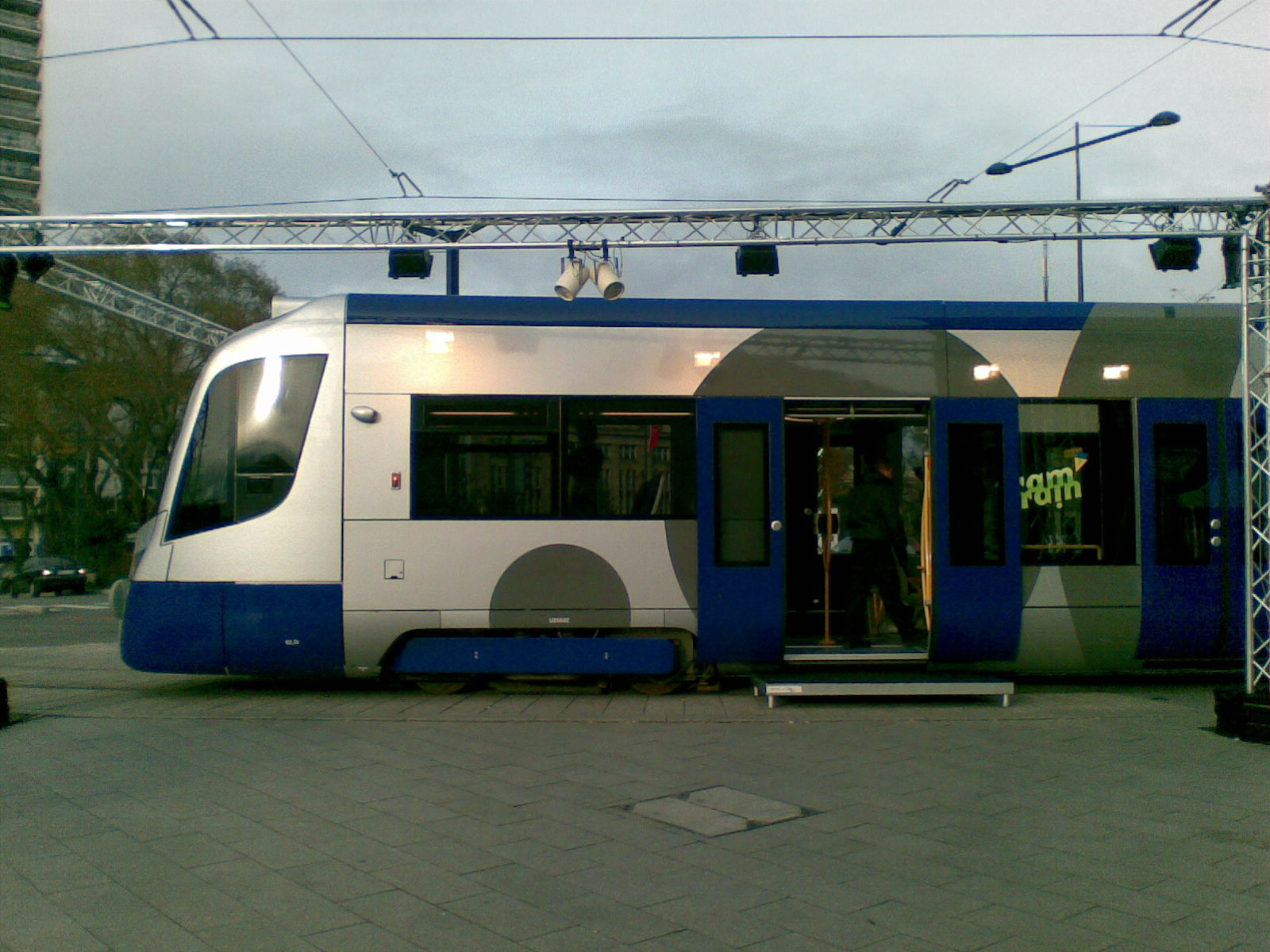
Rame Avanto Tram-Train Mulhouse-Vallée de la Thur.
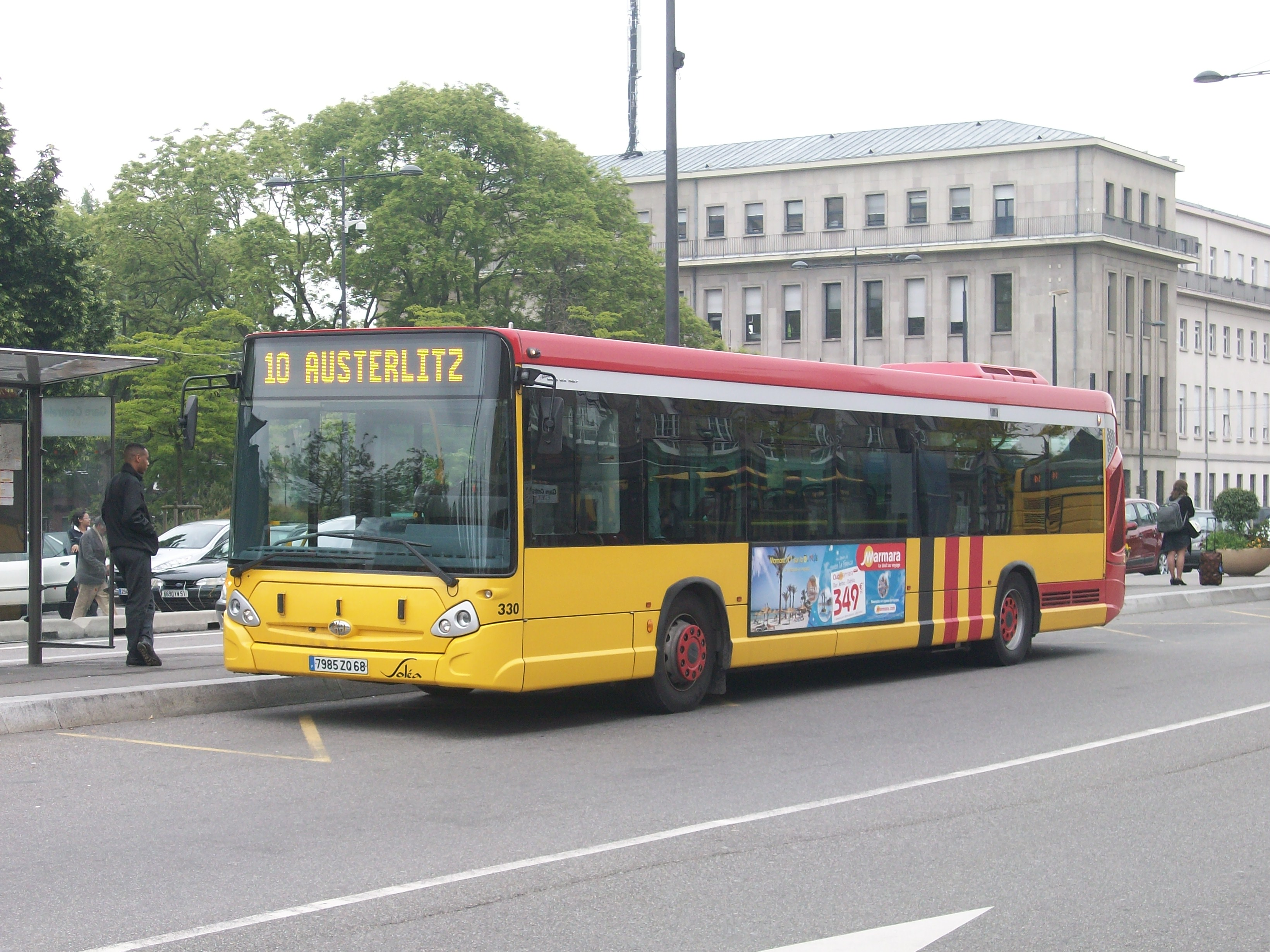
HeuliezBus GX 327 Soléa.
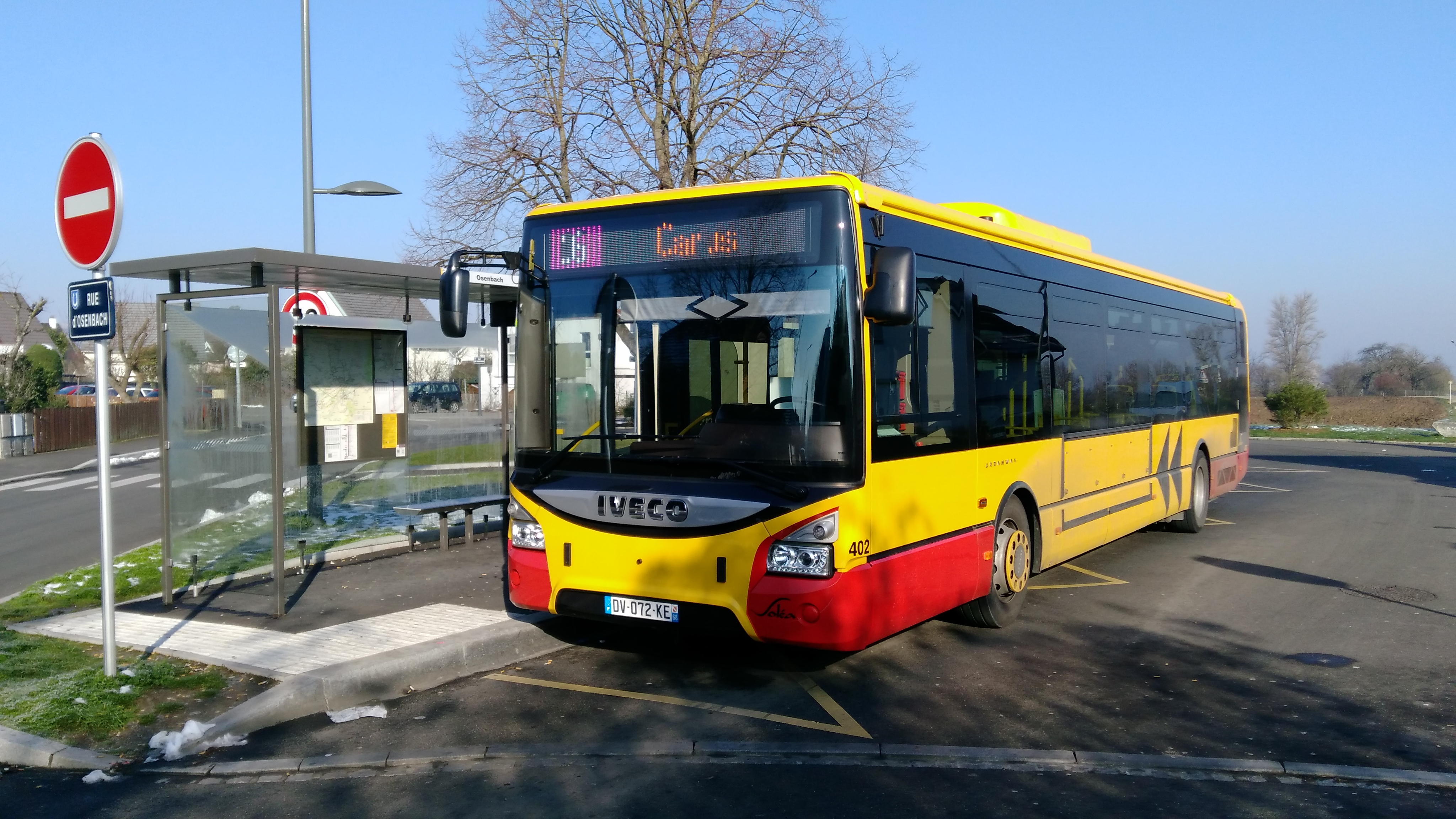
Iveco Bus Urbanway 12.
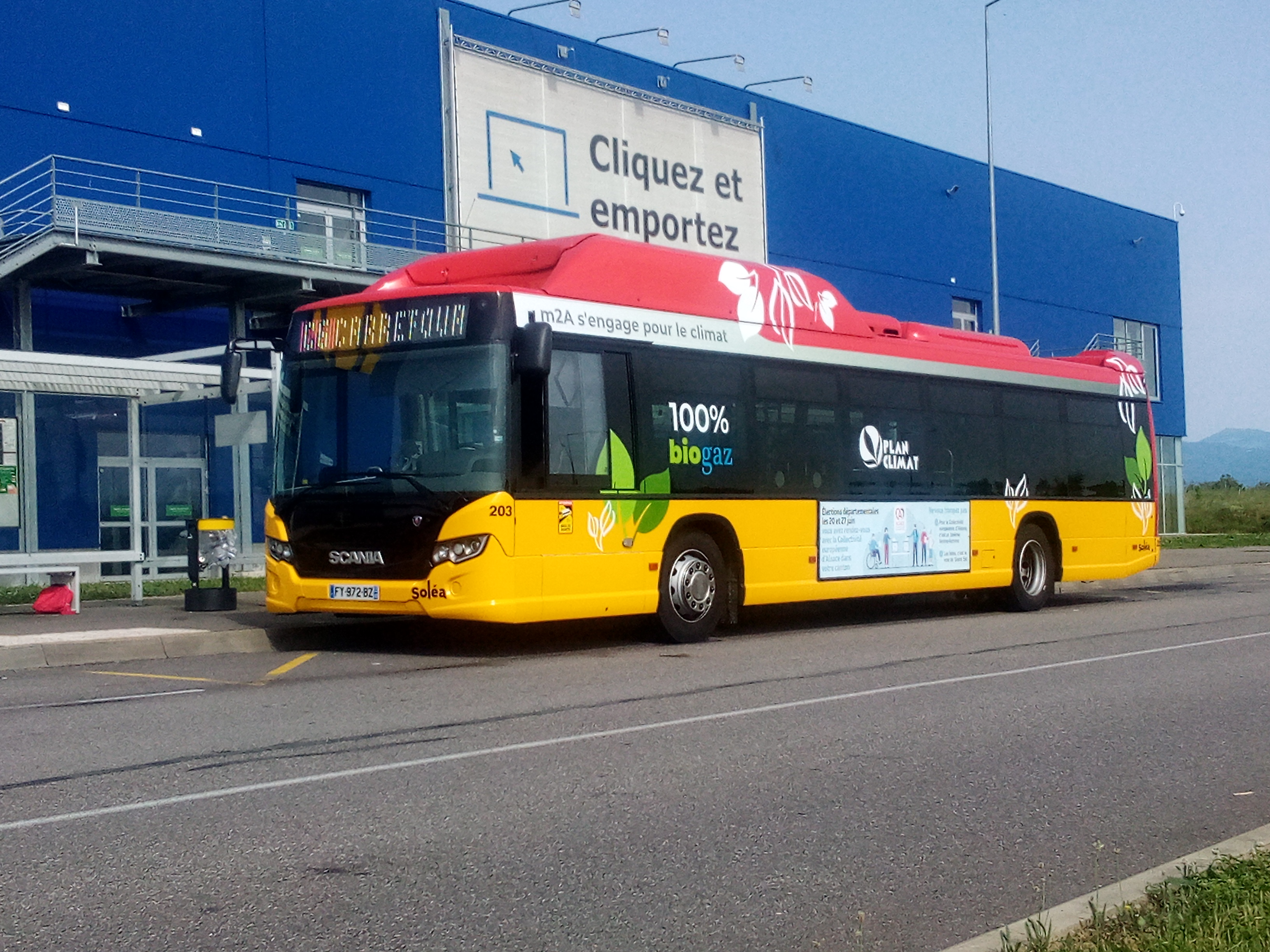
Scania Citywide LF CNG.
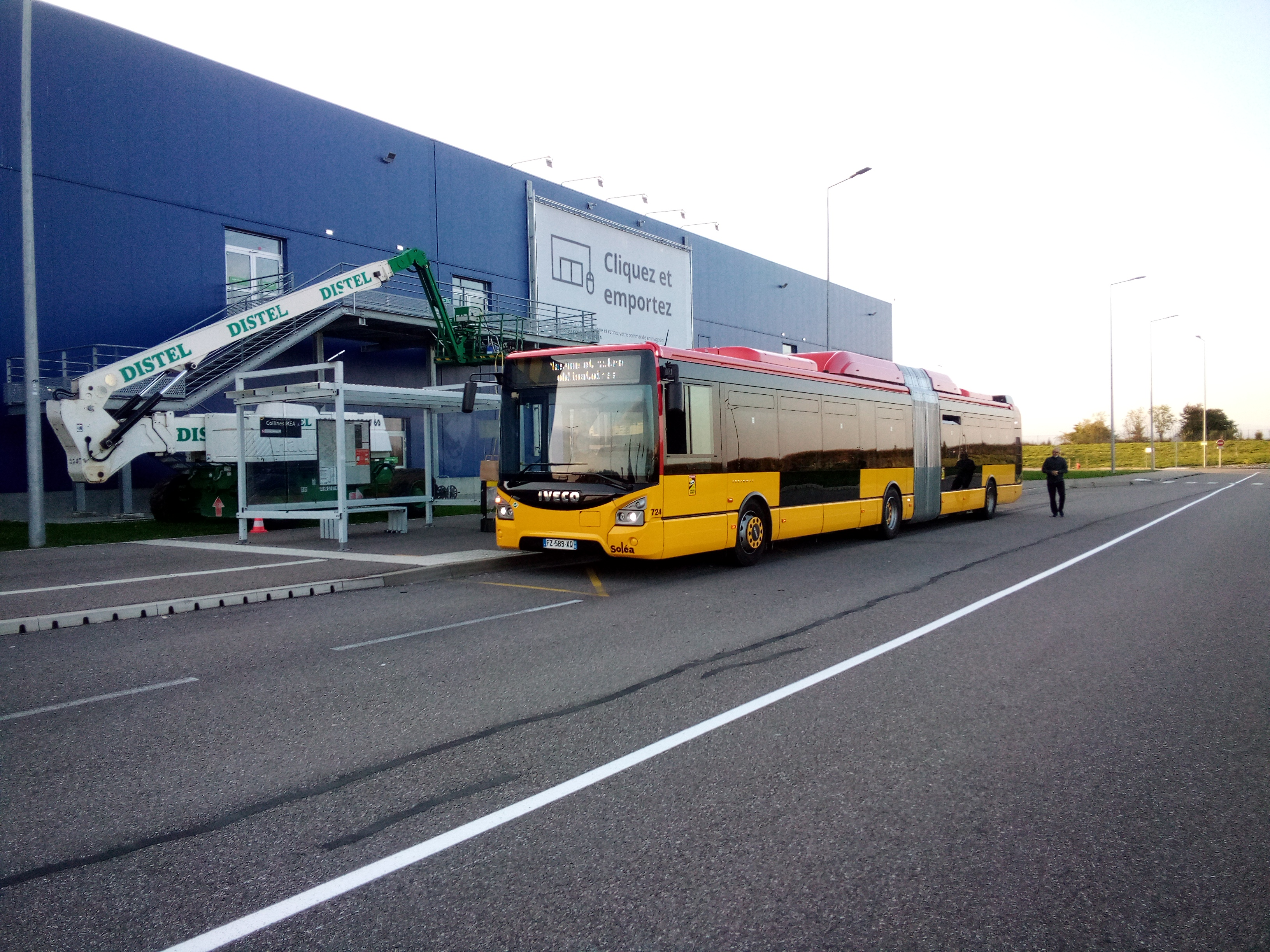
Iveco Urbanway 18 CNG.

### Tramway et Tram-train
| Constructeur | Modèle  | Nombre | Numérotation        | Années delivraison | Longueur    | Affectations              | Remarques                                              |
| ------------ | ------- | ------ | ------------------- | ------------------ | ----------- | ------------------------- | ------------------------------------------------------ |
| Alstom       | Citadis | 22     | nos 2001 à 2027     | 2006               | 32,5 mètres | (Tram) · (1) · (2) · (3)  |                                                        |
| Siemens      | Avanto  | 11     | TT16 à TT25 et TT27 | 2010               | 37 mètres   | (Tram) · (3) · tram-train | La rame TT26 est réformée et sert de banque de pièces. |

### Autobus
État de parc des bus Soléa.
La logique de numérotation est la suivante :
- 0-99 : minibus et midibus ;
- 100-199 : standards électriques ;
- 200-299 : standards au biogaz ;
- 300-599 : standards au gazole ;
- 600-799 : articulés (tout type de carburant) ;
- 800-999 : véhicules de service.

Les lignes 50 à 59, constituées en majorité de lignes régionales en intégration tarifaire, sont assurées à l'aide de divers autocars non répertoriés ici.
L'agglomération a validé l'achat de huit autobus standards et de sept autobus articulés au biogaz en 2020 afin de renouveler le parc, ce qui a nécessité l'installation d'une station de compression au dépôt. Les commandes suivantes se sont faites aussi avec des véhicules au biogaz.

#### Minibus
| Constructeur       | Modèle      | Nombre | Numérotation             | Années delivraison         | Affectations         | Remarques                                        |
| ------------------ | ----------- | ------ | ------------------------ | -------------------------- | -------------------- | ------------------------------------------------ |
| Renault            | Master      | 19     | nos 26 à 28, 30, 32 à 44 | 2012 - 2025                | Domibus, Filéa       |                                                  |
| Citroën            | Jumper      | 1      | no 48                    | 2013                       | Chronopro            | Le véhicule appartient à LK Chopin-Heitz         |
| Dietrich Véhicules | City 21     | 1      | no 13                    | 2015                       | 13                   | Sur châssis Fiat Ducato III.                     |
| Bolloré            | Bluebus 6 m | 2      | nos 71 et 72             | 2015                       | Navette Centre-ville | Véhicules électriques.                           |
| Renault            | Trafic      | 4      | nos inconnus             | 2016                       | Filéa                | Les véhicules appartiennent à Transdev Grand Est |
| Mercedes           | Sprinter    | 4      | nos 61, 62, 70 + ?       | 2016-2018, 2022 (occasion) | Chronopro 17         | Les véhicules appartiennent à LK Chopin-Heitz    |

Le parc du service Filéa, sous-traité, est constitué de Renault Trafic, de Fiat Scudo ainsi que de taxis.

#### Midibus
| Constructeur | Modèle | Nombre | Numérotation  | Années delivraison | Affectations | Remarques                                    |
| ------------ | ------ | ------ | ------------- | ------------------ | ------------ | -------------------------------------------- |
| Heuliez Bus  | GX 137 | 7      | nos 75 à 81 : | 2020 à 2025        | 13           | véhicules 77 à 81 ont été achetés d'occasion |

#### Standards
| Constructeur | Modèle          | Nombre | Numérotation                             | Années delivraison                       | Affectations théoriques           | Remarques                                                                                  |
| ------------ | --------------- | ------ | ---------------------------------------- | ---------------------------------------- | --------------------------------- | ------------------------------------------------------------------------------------------ |
| Heuliez Bus  | GX 327          | 36     | nos 320 à 322, 323, 325 à 328, 330 à 358 | 2005 à 2013, (série en cours de réforme) | C5 C6 C7 8 9 10 11 12 13 14 15 16 | certains véhicules sont confiés a Transdev grand est                                       |
| Irisbus      | Crealis Neo 12  | 2      | nos 360 et 361                           | 2014                                     | C4 C5 C6 C7 8 9 10 11 12 16       | BHNS                                                                                       |
| Iveco Bus    | Urbanway 12     | 14     | nos 401 à 414                            | 2015 à 2018                              | C4 C5 C6 C7 8 9 10 11 12 13 16    | le 411 est équipé de rétrovision                                                           |
| Heuliez Bus  | GX 337 ÉLEC     | 5      | nos 101 à 105                            | 2019                                     | C5 C6 C7 8 9 10 11 12 16          | Véhicules électriques.                                                                     |
| Scania       | Citywide GNC    | 12     | nos 201 à 212                            | 2021                                     | C4 C5 C6 C7 8 9 10 11 12 16       | Véhicules fonctionnant au biogaz.                                                          |
| Scania       | Citywide II GNC | 11     | nos 213 à 223                            | 2023-2024                                | C4 C5 C6 C7 8 9 10 11 12 16       | face avant et arrière différente, moteur sur le coté arrière gauche fonctionnant au biogaz |

#### Articulés
| Constructeur | Modèle          | Nombre | Numérotation                      | Années delivraison               | Affectations théoriques                       | Remarques |
| ------------ | --------------- | ------ | --------------------------------- | -------------------------------- | --------------------------------------------- | --- |
| Irisbus      | Citelis 18      | 13     | nos 640, 641, 643, 645, 647 à 655 | 2008 (série en cours de réforme) | C4 C5 C6 C7 9 10 11 12 15, services scolaires | Le bus 644 a brûlé dans un incendie.                                                                                                   |
| Irisbus      | Crealis Neo 18  | 3      | nos 660 à 662                     | 2014                             | C4 C5 C6 C7 9 10 11 12 15                     | BHNS, bus comptant 4 portes |
| Iveco Bus    | Urbanway 18     | 11     | nos 701 à 711                     | 2015-2018                        | C4 C5 C6 C7 9 10 11 12 15                     | le 711 est équipé de rétrovision |
| Iveco Bus    | Urbanway 18 GNC | 15     | nos 721 à 735                     | 2021-2023                        | C4 C5 C6 C7 9 10 11 12 15                     | - Véhicules fonctionnant au biogaz ; - Série 721-730 : Moteur Cursor 8 ; - Série 731-735 : Moteur Cursor 9 et face arrière différente. |

#### Préservation
Quelques véhicules en fin de carrière seront sauvés d'une destruction par la sauvegarde.
| Constructeur | Modèle       | Nombre | Numérotation      | Années delivraison | Remarques |
| ------------ | ------------ | ------ | ----------------- | ------------------ | --- |
| Renault      | Scemia 215 D | 1      | no 18             | 1946               | Conservé par l'AMTUIR. |
| Floirat      | Z10          | 2      | nos 209, 251      | 1954-1958          | Le Floirat no 251 est conservé par l'AMTUIR tandis que le 209 est conservé par la section histoire de Soléa                                        |
| Chausson     | AHH          | 1      | nos 239           | 1962               | bus pour les journées du patrimoine section histoire soléa                                                                                         |
| Saviem       | Chausson 4   | 1      | nos 240           | 1963               | bus pour les journées du patrimoine section histoire soléa                                                                                         |
| Berliet      | PCM          | 2      | no 308, 309       | 1971               | bus pour les journées du patrimoine section histoire soléa                                                                                         |
| Saviem       | SB2          | 1      | no 108            | 1977               | Le véhicule a été retrouvé par le musée des autocars anciens chez un habitant de Mittelhausen.                                                     |
| Saviem       | SC10U        | 1      | no 359            | 1978               | bus pour les journées du patrimoine section histoire soléa                                                                                         |
| Renault      | SC10R        | 2      | no 360, 375       | 1982, 1983         | bus pour les journées du patrimoine section histoire soléa                                                                                         |
| Van Hool     | AU 138       | 1      | no 139            | 1987               | bus pour les journées du patrimoine section histoire soléa                                                                                         |
| Renault      | PR100.2      | 1      | no 417            | 1988               | bus pour les journées du patrimoine section histoire soléa                                                                                         |
| Setra        | S 215 SL     | 1      | no 302            | 1990               | Le véhicule a été préservé par un membre de l'association Car-Histo-Bus.                                                                           |
| Renault VI   | Agora S      | 3      | nos 522, 525, 537 | 1997-1998          | Le véhicule 525 a été préservé par la section histoire soléa. Le 522 appartient au service Proxibus. Le 537 sert de bus dépanneuse pour l’atelier. |
| Irisbus      | Agora S      | 1      | no 546            | 2002               | Le véhicule est conservé par le lycée Bugatti d'Illzach                                                                                            |
| Heuliez Bus  | GX 317       | 2      | nos 311 et 315    | 2003               | Le véhicule 315 sert de banque de pièces pour le 311                                                                                               |

| Constructeur | Modèle                        | Nombre | Numérotation | Années delivraison | Remarques                                      |
| ------------ | ----------------------------- | ------ | ------------ | ------------------ | ---------------------------------------------- |
| Winterthur   | Gletisa (locomotive à Vapeur) | 1      | no 7         | 1882               | Conservée au Musée de Blonay-Chamby en Suisse. |
| De Dietrich  | Remorque de Tramway Dietrich  | 1      | no 337       | 1925               | Conservée au Dépôt Soléa                       |

#### Anciens autobus réformés
Liste incomplète.
| Constructeur    | Modèle         | Nombre | Numérotation                     | Années delivraison | Années de réforme | Remarques                                                                        |
| --------------- | -------------- | ------ | -------------------------------- | ------------------ | ----------------- | -------------------------------------------------------------------------------- |
| Renault         | TL             | 6      | nos 1 à 6                        | 1930 - 1932        | 1943-1956         |                                                                                  |
| Renault         | Scemia 215 D   | 6      |                                  | 1946-1947          | 1961              |                                                                                  |
| Chausson        | APH            | 9      | nos 22 à 30                      | 1951-1953          |                   |                                                                                  |
| Floirat         | Z10            | 37     | nos 201 à 231 et 248 à 253       | 1954-1966          | 1970-1974         |                                                                                  |
| Chausson        | AHH            | 8      | nos 232 à 239                    | 1960-1962          | 1977              |                                                                                  |
| Saviem-Chausson | SC4            | 4      | nos 240 à 243                    | 1963               | 1977              |                                                                                  |
| Berliet         | PCM            | 58     | nos 254 à 311                    | 1967-1971          | 1985-1988         |                                                                                  |
| Saviem          | SC10 U         | 48     | nos 312 à 359                    | 1973-1978          | 1989-1995         |                                                                                  |
| Saviem          | SC10 UMA       | 5      | nos 201 à 205                    | 1977               | 1987              |                                                                                  |
| Renault         | SC10 R         | 37     | nos 312 à 359                    | 1982-1986          | 2003              |                                                                                  |
| Renault         | PR 180.2       | 32     | nos 701 à 727 et 730 à 734       | 1985-2001          | 2001-2016         | Les véhicules 730 à 734 livrés en 2001 ont été mis en service en 1989 à la RATP. |
| Renault         | PR 100.2       | 55     | nos 401 à 455                    | 1987-1990          | 2002-2014         |                                                                                  |
| Renault         | Renault R 312  | 13     | nos 201 à 213                    | 1988-1995          | 1997-2015         | Le véhicule 201 a été vendu à Genève en 1997.                                    |
| Setra           | Setra S 215 SL | 2      | nos 301 et 302                   | 1990               | 2008              |                                                                                  |
| Mercedes-Benz   | O 405 N        | 7      | nos 501 à 507                    | 1992-1993          | 2014              |                                                                                  |
| Mercedes-Benz   | O 405 GN       | 4      | nos 601 à 604                    | 1995               | 2014-2015         |                                                                                  |
| Renault         | PR 118         | 2      | nos 728 et 729                   | 1998-1999          | 2016              | mis en service entre 1995 et 1997 chez Renault                                   |
| Renault         | Agora S        | 18     | nos 521 à 538                    | 1997-1998          | 2016-2022         |                                                                                  |
| Renault         | Agora L        | 9      | nos 621 à 629                    | 1997-2000          | 2018-2021         |                                                                                  |
| Irisbus         | Agora S        | 15     | nos 539 à 553                    | 2002               | 2008-2025         | le 542 a brûlé en 2008.                                                          |
| Renault         | Agora L        | 7      | nos 630 à 636                    | 2002-2003          | 2021-2022         |                                                                                  |
| Heuliez Bus     | Heuliez GX 317 | 10     | nos 310 à 319                    | 2003               | 2022-2024         |                                                                                  |
| Irisbus         | Citelis 18     | 3      | nos 642, 644, 646                | 2008-2012          | 2015-2023         | Le 644 a brûlé en 2015.                                                          |
| Heuliez Bus     | Heuliez GX 327 | 7      | nos 321 324, 329, 94631 à 94634} | 2012               | 2018-2025         |                                                                                  |

#### Anciens autocars réformés
- 1 Renault SX 5 (no 7) ; livré en 1932, et reformé en 1951.
- 1 Citroen C6 G1 (no 8) ; livré en 1932
- 1 Delahaye 103 (no 9) ; livré en 1937 à 1951.
- 1 Bernard AR 4 S 43 (no 10) ; livré en 1933
- 1 Bernard AN 6 S 46 (no 11) ; livré en 1934
- 3 Bernard GB 6 (nos 12 à 14)
- 1 Renault OSR (no 15) ; livré en 1934 et réformé en 1951.
- 1 Renault SX 5 (no ?) ; livré en 1934 et réformé en 1951.
- 5 Isobloc 655 DHL (nos 31 à 55) ; livrés entre 1955 et 1957 et réformés de 1967 à 1971.
- 1 Floirat Y 55 (no 41) ; livré en 1955 et réformé en 1967.
- 1 Gangloff UP 6 A (no 42) ; livré en 1959 et réformé en 1971.
- 1 Mercedes O 319 (no 60) ; livré en 1960.
- 5 Chausson AHH 522 (nos 36 à 40) ; livrés entre 1960 et 1963 et réformés en 1972.
- 1 Renault R2168 (no 44) ; livré en 1961
- 1 Setra S6 (no 45) ; livré en 1962.
- 2 Saviem SC1 (nos 81 à 82) ; livrés en 1963 et réformés en 1983.
- 2 Renault R4243 (nos 46 et 47) ; livrés entre 1963 et 1964 et réformés en 1983.
- 2 Berliet PHL 10 (nos 83 à 84) ; livré en 1964 et réformé en 1983.
- 6 Berliet PHL 10 (no 51 à 56) ; livré entre 1964 et 1967 et réformé en 1982.
- 1 Setra S10 TA (no 48) ; livré en 1965 et réformé en 1983.
- 1 Setra S9 (no 44) ; livré en 1967.
- 1 Berliet Stradair (no 50) ; livré en 1967 et réformé en 1978.
- 1 Setra S12 (no 12) ; livré en 1968 et revendu en 1983
- 12 Berliet PH 4 (nos 57 à 68) ; livrés entre 1970 et 1971 et réformés en 1983.
- 1 Setra S7 (no 13) ; livré en 1971
- 4 Mercedes L 508 DG (no 15) ; livré en 1971 et 1972
- 6 Saviem E7N (nos 69 à 74) ; livré en 1972 et réformé en 1983.
- 7 Berliet Crusair 3 (nos 75 à 81) ; livré entre 1974 et 1975 et réformé en 1983.

#### Anciens midibus réformés
- 8 Saviem-Chardon SB2 (nos 101 à 108) livrés entre 1978 et 1979 et réformés entre 1983 et 1986.
- 10 Van Hool AU138 (nos 131 à 140) livrés entre 1983 et 1987 et réformés entre 1997 et 2006.
- 4 Heuliez GX 117 (nos 141 à 144) ; livrés entre 2001 et 2002 et vendus en 2008.
- 4 Heuliez GX 127 (nos 73 et 74) loués entre 2019 et 2021 à Heuliez, en provenance de Vichy, puis revendus par le constructeur. Puis 2 autres loués entre 2022 et 2023 en provenance de Sens.

#### Anciens minibus réformés
Liste incomplète.
- 2 Peugeot J9 (nos 181 à 182) livrés en 1981 et réformés en 1992.
- 6 Renault Master (nos 21 à 25, 31) livrés en 2005 et 2007 et réformés en 2022.
- 2 Dietrich City 21 (nos 13, 14) livrés en 2013 et 2015 et réformés en 2015 et 2022
- 2 Dietrich City 23 (nos 14, 15) livrés en 2016 et réformés en 2024

### Dépôt
L'unique dépôt du réseau se situe au siège de Soléa rue de la Mertzau à Mulhouse (47° 45′ 44″ N, 7° 20′ 05″ E).

### Accidents
Certains accidents ou incidents concernant les tramways mulhousiens sont assez fréquents (en moyenne 1 toutes les 2 semaines) cela peut être assez spectaculaire, telles les collisions avec d'autres véhicules.
Les accidents de bus demeurent assez rares, certains incendies (bus 644 et 542) sont dus à des défaillances techniques.

### Sécurité
Les agents de Soléa assurent la sécurité tous les jours, en particulier pendant la crise de Covid-19, des haut-parleurs ont été mis en place sur les arrêts de tramway pour rappeler les gestes barrières.
Les pompiers font souvent des rappels de sécurité avec des exercices sur le terrain avec des agents de Soléa.

### Personnel d'exploitation
L'entreprise Soléa emploie fin décembre 2018 611 salariés dont 397 conducteurs, 76 agents des services technique, 37 personnes chargées de l'exploitation, 41 pour la prévention et la sécurité et 60 pour les services annexes (administratifs, commerciaux, etc.).

### Information aux voyageurs
L'information aux voyageurs passe par les écrans installées à bord des tramways et des bornes d'information présentes aux stations et de tramway et aux principaux arrêts de bus. Le système d'aide à l'exploitation et à l'information voyageurs (SAEIV) permet d’indiquer en temps réel le passage du prochain bus, les perturbations, les correspondances ou ajuster les départs entre bus et tramway. Les SAEIV sont toutes équipés de haut parleurs pour les mal-voyants, qu'on active grâce à une télécommande spéciale.
Soléa informe via les réseaux sociaux, à travers ses comptes Facebook et YouTube, ainsi que par des applications smartphone.

### Tarification et financement
La configuration du réseau, qui inclut une ligne de tram-train sortant du périmètre de l'agglomération mulhousienne, implique un système tarifaire particulier comprenant quatre zones, dont trois (B à D) nécessitent un titre « Attitudes » :
- La zone A correspond à Mulhouse Alsace Agglomération. Dans ce périmètre c'est la tarification Soléa qui s'applique ;
- La zone B correspond aux communes de Wittelsheim et Cernay. Dans ce périmètre, un voyage en bus Soléa ou en tram-train depuis la zone A vers la gare de Graffenwald et avec un titre « Attitudes » dans les autres situations ;
- La zone C correspond aux communes de Vieux-Thann et Thann ;
- La zone D correspond aux autres communes desservies par la ligne TER au-delà de Thann et jusqu'à son terminus à Kruth.

Jusqu'en septembre 2013, la zone A était elle-même découpée en deux zones (A1 et A2).
Ce zonage disparaît avec la fin des titres Attitudes le 1er juillet 2023, la tarification TER Grand Est s'appliquant sur le tram-train au delà de la gare de Graffenwald.

#### Tarification

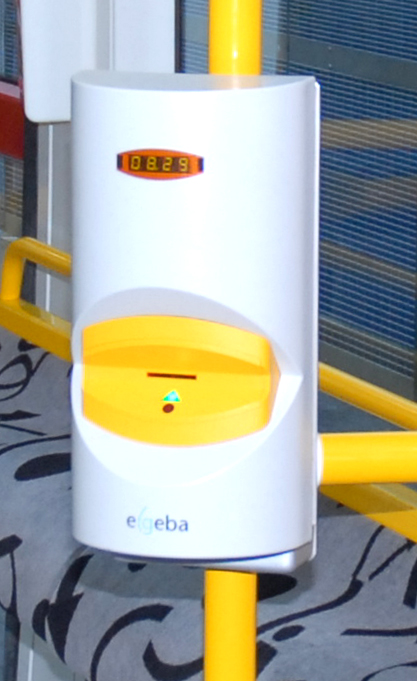
Oblitérateur à tickets Soléa.

##### Tarification Soléa
La tarification repose sur un système composé de tickets et de cartes d'abonnements papier accompagnées d'un coupon mensuel ou annuel ; le réseau Soléa ne dispose pas en effet d'une billetterie moderne reposant sur une carte à puce RFID comme à Strasbourg par exemple. En revanche, l'utilisation du « Compte mobilité », qui permet de regrouper sur un seul compte ses abonnements Soléa, VéloCité, Citiz et parkings payants permet d'obtenir une carte de transport spécifique et des titres de transport à tarif réduit.
La tarification actuelle, mise en place le 1er juillet 2019, a introduit l'aller-retour sur le ticket unitaire ainsi qu'une baisse des prix de certains tickets, ce qui constitue une première dans l'histoire du réseau.
Un ticket un voyage coûte 1,50 € (1,30 € via le « compte mobilité », 2 € auprès du conducteur, et 13 € en carnets de dix) et permet l'aller-retour, l'achat d'un titre « Duo » à 3 € permet deux voyages d'une heure, un titre valable 24 heures coûte 4,50 € (5 € en version famille et 15 € en version destinée aux groupes scolaires de 30 personnes maximum) ; le réseau est gratuit en cas de pics de pollution à l'ozone. Un ticket journée destiné aux groupes de trente personnes maximum est vendu à 15 €.
Un ticket vendu 2 € (gratuit pour les abonnés) est vendu aux automobilistes garant leur voiture en parc relais et permet un aller-retour en tramway dans la journée.
Des formules d'abonnements au mois et à l'année existent selon trois tranches d'âge : moins de 26 ans, 26 à 64 ans et 65 ans ou plus. En version annuelle, un abonnement destiné aux déplacements professionnels existe tout comme une option incluant l'accès au service d'autopartage Citiz. Un abonnement mensuel à tarif réduit « Joker » existe aussi pour les demandeurs d'emploi.

##### Tarification «Attitudes»
La tarification « Attitudes » est nécessaire pour emprunter le tram-train au-delà de la gare de Lutterbach et repose sur trois titres occasionnels (tickets un voyage, aller-retour et carnet de dix) et un abonnement mensuel. Le tarif varie en fonction du nombre de zones empruntées : par exemple, le ticket un voyage coûte de 4,70 à 6,70 €.
Les titres Attitudes sont supprimés le 1er juillet 2023 et sont remplacés par la tarification TER classique pour les trajets continuant au delà de la gare de Graffenwald, les titres Soléa s'appliquant jusqu'à cette limite.

##### Autres tarifs intermodaux
Les tickets et abonnements « Alsa+ » permettent de combiner l'utilisation des réseaux Soléa, Fluo Grand Est et TER Grand Est avec un seul titre. Enfin, les titres transfrontaliers « DuAL » permettent de voyager entre Mulhouse, Müllheim et Fribourg-en-Brisgau ainsi que d'utiliser le réseau Soléa et ceux du Regio-Verkehrsverbund Freiburg (de).

#### Canaux de distribution
Les titres et abonnements sont distribués via des canaux de vente variés : les principaux sont les agences commerciales (Gare de Mulhouse-Ville et Porte Jeune), les distributeurs installés aux stations de tramway, l'application smartphone officielle et la e-boutique sur internet. De nombreux commerces partenaires vendent certains titres comme les carnets de tickets et les conducteurs de bus vendent les tickets « un voyage » et « Duo » exclusivement.

#### Financement
En 2019, le financement du fonctionnement du réseau (entretien, matériel et charges de personnel) est assuré par Soléa. Cependant, les tarifs des billets et abonnements dont le montant est limité par décision politique ne couvrent pas les frais réels de transport. Le manque à gagner est compensé par l'autorité organisatrice, Mulhouse Alsace Agglomération. Elle définit les conditions générales d'exploitation ainsi que la durée et la fréquence des services. L'équilibre financier du fonctionnement est assuré par une dotation globale annuelle à Soléa, notamment grâce au versement transport payé par les entreprises de plus de neuf salariés et aux contributions des collectivités publiques.

## Avenir
La précédente délégation de service public (DSP) a commencé le 1er janvier 2011 pour une durée de 8 ans. Le délégataire est Transdev (nommé Veolia Transdev entre mars 2011 et mars 2013) comme pour la précédente DSP. À la suite du report sine die des extensions de tramway,, le réseau actuel ne va pas être bouleversé dans les prochaines années. Cependant, dans l'attente d'une relance du projet, la ligne 4 du bus à haut niveau de service de Mulhouse est mise en place en septembre 2013 pour desservir Kingersheim et Wittenheim sur le tracé de la ligne 1 ; une seconde ligne est étudiée sur le tracé de l'extension de la ligne 2,.
D'autres lignes pourraient être également aménagées pour fluidifier le trafic bus et le rendre prioritaire au niveau des feux tricolores. La certification des lignes va également se poursuivre. Le service de transport doit être étendu en septembre 2011. La tarification multimodale devrait également être généralisée dans toute l'Alsace, comme cela est prévu dans la convention SNCF-Région 2010-2018. Un nouveau plan de déplacement urbain (DPU) devra être réalisé pour 2013 par l'autorité organisatrice des transports.
La délégation de service public est renouvelée à Transdev pour six ans le 1er janvier 2019 avec comme objectif une refonte et une simplification du réseau de bus en septembre 2019, la simplification de la tarification et à plus long terme l'extension des parcs relais.
À long terme, les extensions du tramway, au nord pour la ligne 1 et à l'est pour la ligne 2, devraient être réalisées. Le Tram-Train devrait également être étendu et desservir l'intégralité de la ligne de Lutterbach à Kruth et ainsi remplacer le TER. Le Schéma de cohérence territoriale (SCOT) prévoit d'autres extensions du réseau en transport en commun en site propre (TCSP) vers Pfastatt, Illzach et Riedisheim. L'utilisation du réseau ferré existant est également envisagée : vers Altkirch (ligne Mulhouse-Belfort), vers la vallée de Guebwiller, vers Habsheim (ligne de Strasbourg-Ville à Saint-Louis) et en direction de l'Allemagne (ligne de Mulhouse-Ville à Chalampé),.